# 한스 에하르트

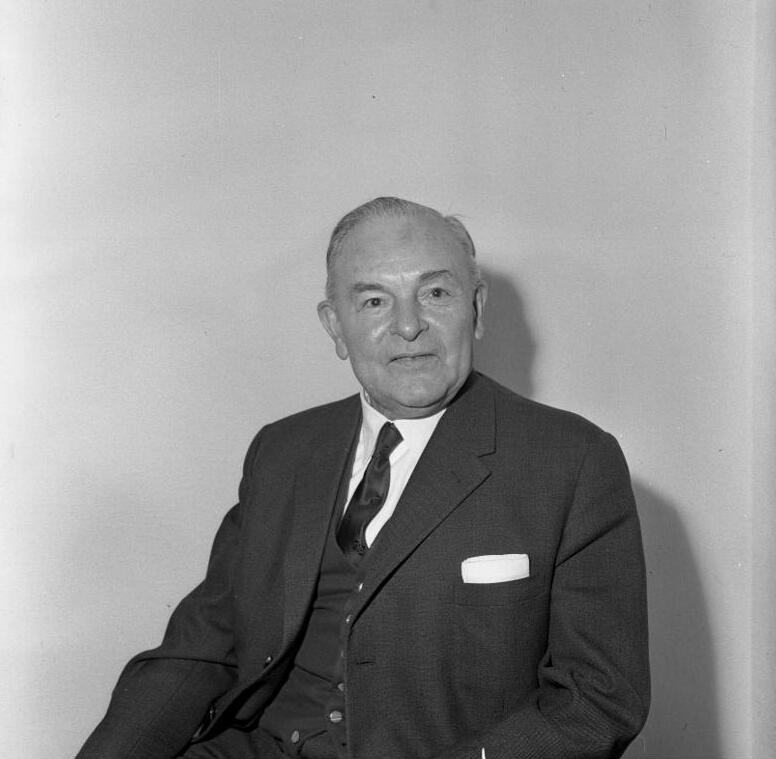

한스 에하르트(독일어: Hans Ehard, 1887년 11월 10일~1980년 10월 18일)는 독일의 정치인이다. 1946~54년과 1960~62년이라는 두 번의 임기를 합해 총 10년 동안 바이에른주의 주총리를 지냈다. 또한 요제프 뮐러의 뒤를 이어 1949년부터 1955년까지 바이에른 기독교사회연합의 의장을 역임했다.

## 같이 보기
- 바이에른주의 주총리